# Elezioni presidenziali in Francia del 1974
Le elezioni presidenziali in Francia del 1974 si tennero il 5 (primo turno) e il 19 maggio (secondo turno); Valéry Giscard d'Estaing fu eletto Presidente della Repubblica al secondo turno.

## Storia
Le elezioni presidenziali del 1974 sono state le quarte elezioni del Presidente della Repubblica francese della Quinta Repubblica francese. 

Esse furono anticipate, rispetto alla scadenza naturale del mandato, a causa della morte del Presidente Pompidou, avvenuta il 2 aprile 1974.
Queste elezioni presidenziali sono particolarmente ricordate per diverse ragioni:
- il tasso di astensione più basso di tutti i tempi,
- il margine di differenza più basso di tutti i tempi tra i due candidati al ballottaggio,
- il ribaltamento dei candidati tra il primo e il secondo turno (la stessa cosa avverrà poi nel 1981 e nel 1995),
- l'elezione del più giovane Presidente della Repubblica (fino al 2017),
- il reflusso del gollismo, che non arriva al secondo turno,
- il primo dibattito televisivo tra i due turni, tra i due candidati in testa,
- e soprattutto per la frase «Vous n'avez pas le monopole du cœur» (in italiano: Voi non avete il monopolio del cuore) di Giscard d'Estaing contro Mitterrand durante il dibattito televisivo del 10 maggio 1974 in vista del secondo turno[1][2], secondo i politologi francesi, quella frase consentì a Giscard di recuperare il notevole svantaggio del primo turno e quindi di vincere le elezioni contro il super-favorito Mitterrand (rimasto sbalordito durante il dibattito perché non ha saputo replicare in modo efficace a quella frase).

### Candidati
Il candidato dei gollisti è Jacques Chaban-Delmas, già Primo ministro dal 1969 al 1972; tuttavia egli non è pienamente sostenuto, a causa di dissidi e lotte intestine; in particolare Jacques Chirac, Pierre Juillet e Marie-France Garaud gli remano contro e gli preferiscono d'Estaing.
Valéry Giscard d'Estaing ha 48 anni ed è già stato Ministro, si pone come il candidato nuovo, giovane e di unione, rispetto a Mitterrand, considerato «uomo del passato» e della IV Repubblica e mira a federare i gollisti e il centristi; la sua è una campagna presidenziale "giovane e dinamica", lo slogan, portato anche sulle t-shirts, è «Giscard à la barre» (in italiano: Giscard alla barra, intesa in senso figurato).
François Mitterrand – alla sua seconda candidatura – dopo il Congresso di Epinay, che sancisce l'unione del suo partito (il CIR) con la SFIO e la creazione del Partito Socialista (del quale prende la direzione), è appoggiato dal suo nuovo partito (il PS), dal Partito Comunista Francese e dal Partito Radicale di Sinistra, con i quali nel 1972 ha siglato un programma comune di governo.
Jean Royer, sindaco di Tours e Ministro dal 1973 al 1974, è un gollista convinto, anche se non è membro dell'UDR e si presenta come il candidato dell'«ordine morale».
Arlette Laguiller ha 34 anni ed è la portavoce di Lotta Operaia, partito trotskista membro dell'Unione Comunista Internazionalista; sarà candidata a tutte le successive elezioni presidenziali fino al 2007.
René Dumont è un agronomo in pensione di 70 anni, la sua è una campagna «iconoclasta» e fuori dagli schemi.
Jean-Marie Le Pen, che nel 1972 ha fondato il Fronte Nazionale, è il candidato dell'estrema destra; sarà candidato a tutte le successive elezioni presidenziali fino al 2007.
Émile Muller, sindaco di Mulhouse, è il candidato centrista del Movimento socialista democratico di Francia.
Alain Krivine è il candidato della Lega Comunista Rivoluzionaria, la sezione francese del Segretariato Unificato della Quarta Internazionale trotskista.
Bertrand Renouvin, ha 31 anni ed è il più giovane dei candidati, dirige il movimento politico monarchico Nouvelle Action française.
Jean-Claude Sebag e Guy Héraud sono i due candidati espressione del federalismo europeo.

## Risultati
|                 | Valéry Giscard d'Estaing | Repubblicani e Indipendenti                 | 8 326 774  | 32,60 | 13 396 203 | 50,81 |  |  |
|                 | François Mitterrand      | Partito Socialista                          | 11 044 373 | 43,25 | 12 971 604 | 49,19 |  |  |
|                 | Jacques Chaban-Delmas    | Unione dei Democratici per la Repubblica    | 3 857 728  | 15,11 |            |       |  |  |
|                 | Jean Royer               | «Destra conservatrice» Indipendente         | 810 540    | 3,17  |            |       |  |  |
|                 | Arlette Laguiller        | Lotta Operaia                               | 595 247    | 2,33  |            |       |  |  |
|                 | René Dumont              | «Ecologista» Indipendente                   | 337 800    | 1,32  |            |       |  |  |
|                 | Jean-Marie Le Pen        | Fronte Nazionale                            | 190 921    | 0,75  |            |       |  |  |
|                 | Émile Muller             | Movimento socialista democratico di Francia | 176 279    | 0,69  |            |       |  |  |
|                 | Alain Krivine            | Lega Comunista Rivoluzionaria               | 93 990     | 0,37  |            |       |  |  |
|                 | Bertrand Renouvin        | Nouvelle Action française                   | 43 722     | 0,17  |            |       |  |  |
|                 | Jean-Claude Sebag        | Mouvement fédéraliste européen - UEF        | 42 007     | 0,16  |            |       |  |  |
|                 | Guy Héraud               | Fédéraliste européen                        | 19 255     | 0,08  |            |       |  |  |
| Totale          | Totale                   | Totale                                      | 25 538 636 | 100   | 26 367 807 | 100   |  |  |
|                 |                          |                                             |            |       |            |       |  |  |
| Voti non validi | Voti non validi          | Voti non validi                             | 237 107    | 0,92  | 356 788    | 1,34  |  |  |
| Votanti         | Votanti                  | Votanti                                     | 25 775 743 | 84,23 | 26 724 595 | 87,33 |  |  |
| Elettori        | Elettori                 | Elettori                                    | 30 602 953 |       | 30 600 775 |       |  |  |